# Schlacht bei Rheinfelden (1678)
Solebay – Erste Schooneveld – Zweite Schooneveld – Maastricht – Texel – Bonn – Sinsheim – Seneffe – Enzheim – Türkheim – Sasbach – Konzer Brücke – Stromboli – Augusta – Palermo – Philippsburg – Maastricht – Valenciennes – Tobago – Cassel – Kokersberg –  Freiburg – Ypern – Rheinfelden – Saint-Denis
Die Schlacht bei Rheinfelden vom 26. Junijul. / 6. Juligreg. und das nachfolgende Bombardement der Stadt Rheinfelden bis 19. Juli 1678 durch eine  französische Armee unter Marschall Créquy waren militärische Aktionen in der Endphase des Holländischen Krieges.

## Vorgeschichte
Im Holländischen Krieg wurde der Breisgau wieder Schauplatz von Kampfhandlungen. Nach dem Verlust von Freiburg an den französischen Marschall François de Créquy im November 1677 plündernden Anfang 1678 französische Truppen von Hüningen, Breisach und Freiburg aus den ganzen Breisgau. Erst Ende April 1678 sammelte der kaiserliche Feldherr Karl von Lothringen seine aus den Winterquartieren kommenden Truppen im Großraum Offenburg-Kehl, während die französische Armee des Marschalls Créquy sich im Raum Colmar-Benfeld aufstellte.
Crequi überschritt am 14. Maijul. / 24. Maigreg. den Rhein bei Breisach, da er die Vorbereitungen von Herzog Karl für einen Einmarsch ins Elsass bei Altenheim für ein Täuschungsmanöver hielt mit dem ihn der Herzog von der Deckung von Freiburg abhalten wollte. Bei Denzlingen bezog Créquy eine Stellung. Dem Angriff durch die Avantgarde des Herzogs unter Ernst Rüdiger Graf Starhemberg am 5. Junijul. / 15. Junigreg. wich Créquy aus und vermied die Schlacht. Er zog über Neuenburg am Rhein in den südlichen Breisgau um Rheinfelden einzunehmen. Herzog Karl folgte ihm und schickte Starhemberg mit einem Detachement von mehreren Tausend Mann voraus um Rheinfelden zu decken. Dieser überholte die im Rheintal ziehende französische Armee und bezog am 20. Junijul. / 30. Junigreg. auf der rechtsrheinischen Seite vor Rheinfelden Stellung. Die französische Armee lagerte im Raum Binzen-Haltingen.
Am 18. Junijul. / 28. Junigreg. entsandte Créquy drei Kontingente seiner Armee. Claude de Choiseul-Francières zog auf dem Weg zum Grenzacher Horn durch das Gebiet der Gemeinde Riehen und verletzte damit die schweizerische Neutralität. Dieses Kontingent plünderte Grenzach und Wyhlen und rückte bis zu einem Uferwäldchen bei Warmbach vor, von wo aus es die dort im Rhein ankernden Schiffe einnehmen wollte. Dies wurde jedoch durch die Besatzung von Rheinfelden verhindert.
Ein weiteres Kontingent unter General de Boufflers zog nach Degerfelden, wobei eine Abteilung auf dem Weg die kaiserliche Besatzung von Burg Rötteln zur Kapitulation aufforderte, aber weiterzog. Mit der Stellung bei Degerfelden wurde auch einem etwaigen Entsatz für die Burg Rötteln der Weg verlegt.
Ein drittes Kontingent unter François Frézeau de La Frézelière schloss die Burg Rötteln ein.
Am 20. Junijul. / 30. Junigreg. erhielt Rheinfelden Verstärkung durch kaiserliche Truppen unter Ernst Rüdiger von Starhemberg, der am rechten Rheinufer ein Lager bezog und Verschanzungen vor der Rheinbrücke besetzte. Zwischen seinen Truppen und jenen Choiseuls und Boufflers kam es in der Folge zu mehreren kleineren Gefechten.

## Verlauf
In der Nacht vom 5. auf den 26. Junijul. / 6. Juligreg. marschierte Créquy mit dem Gros seiner Armee ebenfalls zum rechtsrheinischen Ufer vor Rheinfelden und verdoppelte dort seine Truppen.
Die Franzosen überfielen die Kaiserlichen, die am rechtsrheinischen Brückenkopf von Rheinfelden bei Warmbach und Starhemberg musste sich unter schweren Verlusten über die Brücke in die Stadt zurückziehen. Da die Franzosen zusammen mit den Flüchtenden in die Stadt drängten, ließen Starhemberg und Mercy die Rheinbrücke beschießen und anzünden. Die Verluste der Kaiserlichen waren erheblich. Die noch auf der Brücke befindlichen Verteidiger wurden von den Franzosen niedergemacht oder stürzten in den Rhein. Zu diesen gehörte auch Karl Bernhard von Baden, der jüngste Sohn des Markgrafen Wilhelm von Baden-Baden, aber auch die Franzosen hatten erhebliche Verluste und ließen viele Verwundete nach Basel transportieren.

## Folgen

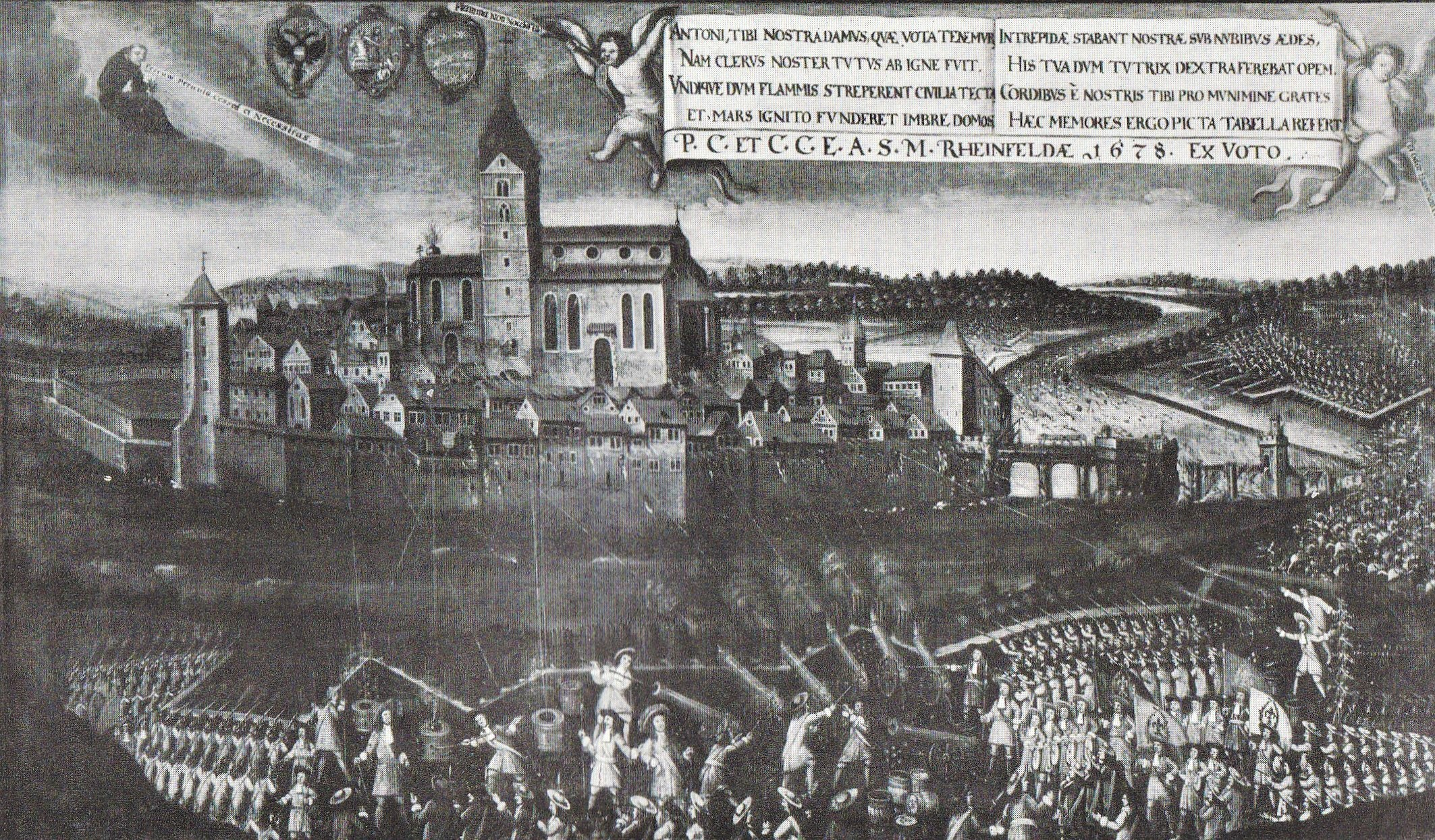
Bombardement von Rheinfelden durch französische Truppen vom 7. – 18. Juli 1678

Nach dem fehlgeschlagenen Versuch die Stadt zu erstürmen, begann Créquy am 7. Juli das Bombardement der Stadt. Auf den Übergang über den Rhein und damit die Einschließung Rheinfeldens auch auf der linksrheinischen Seite verzichtete Créquy um nicht in einen Konflikt mit der Eidgenossenschaft zu geraten, die bereits Truppen für die Grenzbesetzung aufgeboten hatte. Noch am 6. Juli wurde ein französisches Kontingent unter Boufflers nach Säckingen gesandt, wo sie am 7. Juli ankamen. Die dort stehenden kaiserlichen Truppen gaben die Stadt auf, zogen sich über die dortige Rheinbrücke auf das linke Rheinufer zurück und zündeten die Brücke hinter sich an.
Da sich das Gros der kaiserlichen Armee unter dem Herzog von Lothringen, nach dem Übergang der kaiserlichen Armee über den Schwarzwald Rheinfelden näherte, beendete Créquy das Bombardement am 18. Juli und wendete sich nach Norden um das nun von der kaiserlichen Armee entblößte Offenburg zu erobern. Da auch Herzog Karl seine Truppen nun wieder rasch nach Norden dirigierte gelang Créquy zwar auch dieser Coup nicht, aber er konnte die Befestigungen bei Kehl einnehmen und Breisach und Freiburg halten. Diese Festungen blieben auch nach dem Friede von Nimwegen vom 5. Februar 1679 (zwischen Frankreich sowie Schweden einerseits und dem Heiligen Römischen Reich andererseits) französisch.